# Onopordum bracteatum

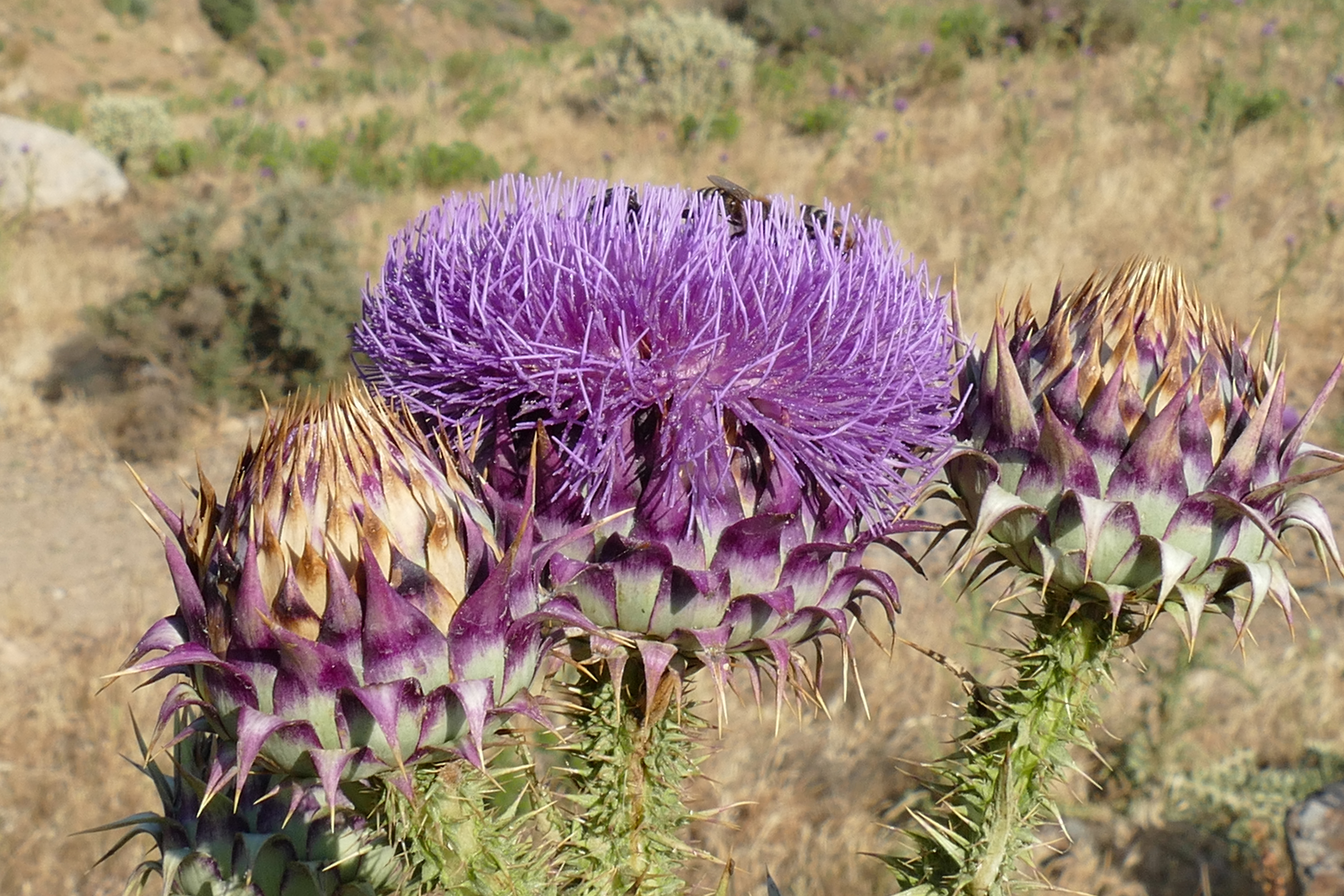
Knospiger und blühender Blütenkorb

Onopordum bracteatum ist eine Pflanzenart aus der Gattung der Eselsdisteln (Onopordum) in der Unterfamilie der Carduoideae innerhalb der Familie der Korbblütler (Asteraceae).

## Merkmale
Onopordum bracteatum ist ein zweijähriger Hemikryptophyt, der Wuchshöhen von 50 bis 180 Zentimeter erreicht. Der breit geflügelte Stängel besitzt bis zu 13 Millimeter lang Dornen. Die Grundblätter sind fiederteilig und haben lanzettliche Abschnitte. Die Köpfchen sind kurz gestielt und gehäuft an der Stängelspitze. Die Hüllblätter verschmälern sich mehr oder weniger abrupt in einen Enddorn. Die Körbchen haben einen Durchmesser von 50 bis 70 Millimeter. Die Krone ist purpurn und 30 bis 40 Millimeter groß.
Die Blütezeit reicht von Juni bis August.

## Vorkommen
Onopordum bracteatum kommt im nordöstlichen Mittelmeerraum vor. Sie gedeiht in der Türkei, in Zypern, Kreta und in der Ägäis.

## Systematik
Es werden zwei Unterarten unterschieden:
- Onopordum bracteatum subsp. bracteatum: Die Pflanze ist weißwollig. Der Stängel verkahlt. Die Flügel sind bis zu 8 Millimeter breit und ihr Enddorn ist bis 10 Millimeter lang. Der Enddorn der Blattzipfel wird bis 12 Millimeter lang. Die oberen Blätter umhüllen die Körbchen. Die Hüllblätter sind 5 bis 8 Millimeter breit und besitzen einen bis 10 Millimeter langen Enddorn. Die Unterart wächst auf Felsböden.[1]
- Onopordum bracteatum subsp. creticum Franco: Die Pflanze ist nicht wollig, aber gräulichgrün. Die bis zu 12 Millimeter breiten Stängelflügel besitzen einen bis 13 Millimeter langen Enddorn. Die Blattoberseite ist gräulichgrün, die Unterseite dagegen dicht weißlich-filzig. Die Enddorne der Blattzipfel sind bis 20 Millimeter lang. Die Körbchen werden von den Blättern nicht umhüllt. Die Hüllblätter sind 8 bis 10 Millimeter breit und besitzen einen bis 12 Millimeter langen Enddorn. Die Unterart ist auf Kreta endemisch. Die Chromosomenzahl beträgt 2n = 34.[3]

Sie wächst in Eichenwäldern, auf Kalkfelsfluren, Ruderalstellen und Sandküsten in Höhenlagen von 0 bis 1600 Meter.
Nicht mehr zu Onopordum bracteatum gestellt wird Onopordum myriacanthum Boiss. (Syn.: Onopordum bracteatum subsp. myriacanthum (Boiss.) Franco, Onopordum bracteatum subsp. ilex (Janka) Franco).

## Belege
1. 1 2 3 4 5  Ralf Jahn, Peter Schönfelder: Exkursionsflora für Kreta. Mit Beiträgen von Alfred Mayer und Martin Scheuerer. Eugen Ulmer, Stuttgart (Hohenheim) 1995, ISBN 3-8001-3478-0, S. 325.
2. 1 2 3  Werner Greuter: Compositae (pro parte majore): Onopordum. In: Werner Greuter, Eckhard von Raab-Straube (Hrsg.): Compositae. Euro+Med Plantbase - the information resource for Euro-Mediterranean plant diversity. Berlin 2006–2009, online.
3. ↑   Tropicos.
4. ↑  J. do Amaral Franco: Onopordum. In: T. G. Tutin, V. H. Heywood, N. A. Burges, D. M. Moore, D. H. Valentine, S. M. Walters, D. A. Webb (Hrsg.): Flora Europaea. Volume 4: Plantaginaceae to Compositae (and Rubiaceae). Cambridge University Press, Cambridge 1976, ISBN 0-521-08717-1, S. 247 (englisch, eingeschränkte Vorschau in der Google-Buchsuche).